# Eudorylas partitus
Eudorylas partitus är en tvåvingeart som först beskrevs av Hardy 1965.  Eudorylas partitus ingår i släktet Eudorylas och familjen ögonflugor. Inga underarter finns listade i Catalogue of Life.